# Sebastapistes coniorta
Sebastapistes coniorta är en fiskart som beskrevs av Jenkins, 1903. Sebastapistes coniorta ingår i släktet Sebastapistes och familjen Scorpaenidae. Inga underarter finns listade i Catalogue of Life.